# ベッルスコ
ベッルスコ（伊: Bellusco）は、イタリア共和国ロンバルディア州モンツァ・エ・ブリアンツァ県にある、人口約7,400人の基礎自治体（コムーネ）。

## 地理

### 位置・広がり
モンツァ・エ・ブリアンツァ県北東部に位置するコムーネで、県都モンツァから東北東へ12km、ベルガモから南西へ約22km、州都ミラノから北東へ約25km、レッコから南へ約27kmの距離にある。

#### 隣接コムーネ
隣接するコムーネは以下の通り。
- スルビアーテ - 北
- メッツァーゴ - 北東
- ブズナーゴ - 東
- ロンチェッロ - 南東
- オルナーゴ - 南
- ヴィメルカーテ - 西

### 気候分類・地震分類

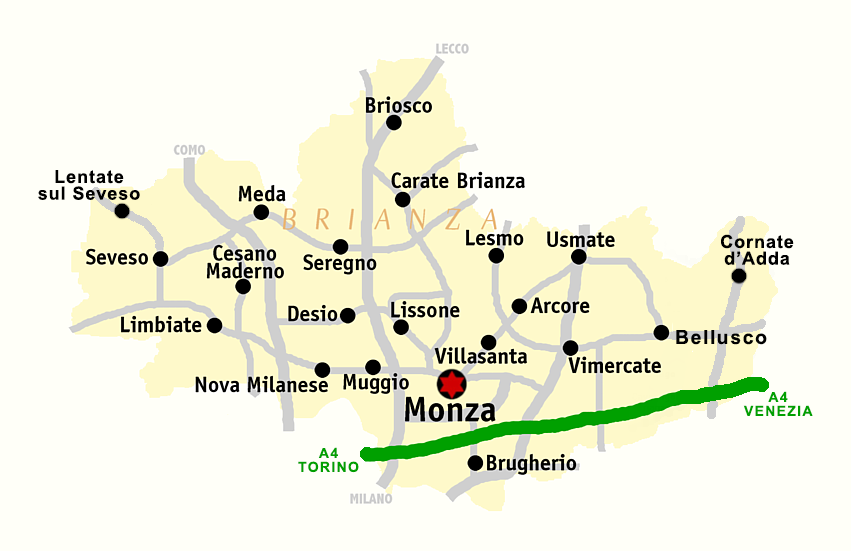
モンツァ・エ・ブリアンツァ県概略図

気候分類では、zona E, 2409 GGに分類される。
また、イタリアの地震リスク階級 (it) では、zona 3 (sismicità bassa) に分類される。